# Margarita Aleksandrovna Barskaja
Margarita Aleksandrovna Barskaja (Baku, 19 giugno 1903 – Mosca, 23 luglio 1939) è stata una regista cinematografica sovietica.

## Filmografia parziale

### Regista
- Rvannye bašmaki (1933)
- Otec i syn (1936)[1]